# Fosse no 1 des mines de Vicoigne
La fosse no 1 dite Boitelle ou du Prussien de la Compagnie des mines de Vicoigne est un ancien charbonnage du Bassin minier du Nord-Pas-de-Calais, situé à Raismes. Les travaux sont commencés en 1839 par la Compagnie de Cambrai. Celle-ci s'associe avec les Compagnies de l'Escaut et de Bruille pour former la Compagnie de Vicoigne. Un terril plat no 172, Prussien, est édifié à l'ouest de la fosse, de l'autre côté de la route.
La Compagnie des mines de Vicoigne est nationalisée en 1946, et intègre le Groupe de Valenciennes. La fosse no 1 continue d'assurer jusque 1955 le retour d'air de la fosse no 3, puis assure celui de la fosse Sabatier des mines d'Anzin jusqu'en 1971, date à laquelle le puits est remblayé. Les installations sont ensuite détruites.
Au début du XXIe siècle, Charbonnages de France matérialise la tête de puits no 1. Un sondage de décompression est exécuté près du puits en 2003. Il ne subsiste rien de la fosse, quelques maisons ont été bâties sur son carreau. Le terril plat est entièrement boisé.

## La fosse

### Fonçage
La fosse Boittelle (probablement baptisée ainsi en référence à Casimir Joseph Boittelle, président de la compagnie des mines de Vicoigne) est ouverte en 1839 par la Compagnie de Cambrai, dans le hameau de Vicoigne à Raismes. Cette même année, les compagnies de l'Escaut et de Bruille ouvrent respectivement les fosses Évrard et Lebret, et Ewbank dans le même hameau. L'administration des Mines parvient à convaincre les dirigeants des compagnies de s'unir, et ceux-ci fondent la Compagnie des mines de Vicoigne, une situation similaire entraîne la création de la Compagnie des mines d'Azincourt par la fusion de quatre sociétés.
L'ordonnance du 12 septembre 1841 institue la concession de Vicoigne, sur une superficie de 1 320 hectares. Les fosses Boitelle, Évrard, Ewbank et Le Bret deviennent alors respectivement les fosses nos 1, 2, 3 et 4 des mines de Vicoigne,.
La fosse no 1 est ouverte contre la route de Valenciennes à Saint-Amand-les-Eaux, à 1 800 mètres environ de la limite sud de la concession de Vicoigne. L'orifice du puits est situé à l'altitude de 21 mètres. Le terrain houiller est atteint à la profondeur de 80 mètres ou de 82 mètres, entre les affleurements des seconds plats de Grande veine, et de Saint-Louis.

### Exploitation
La fosse no 1 est située à 1 117 mètres au nord de la fosse no 2, à 982 mètres au nord-ouest de la fosse no 3 et à 1 217 mètres à l'ouest-nord-ouest de la fosse no 4.
La bowette sud de 122 mètres a pénétré dans le grand accident. Au niveau de 150 mètres, on a prolongé la bowette nord vers une veine reconnue par un sondage exécuté en 1868 et 1869, à 670 mètres au nord du puits. Ce sondage, entré dans le terrain houiller à 76 mètres, a recoupé à 242 mètres une veine inclinée au sud de 40° environ. On aurait dû l'atteindre par la bowette de 160 mètres à environ 770 mètres de a fosse, mais la galerie ne l'a pas rencontrée, bien qu'on l'ait prolongée de 80 mètres au-delà du point où on croyait la trouver. Les travaux sont alors dans les terrains assez irréguliers. D'après cela, la zone stérile qui existe au-delà de Veine du Nord a une étendue horizontale considérable.
La Compagnie des mines de Vicoigne est nationalisée en 1946, et intègre le Groupe de Valenciennes. La fosse no 1 continue d'assurer le retour d'air à la fosse no 3 jusqu'en 1955. Elle assure ensuite le retour d'air pour la fosse Sabatier des mines d'Anzin, sise à 3 313 mètres à l'est-sud-est. Le puits no 1, profond de 228 mètres, est remblayé en 1971. Les installations sont ensuite détruites.

### Reconversion
Au début du XXIe siècle, Charbonnages de France matérialise la tête de puits. Le BRGM y effectue des inspections chaque année. Un sondage de décompression S34 est exécuté à 22 mètres au nord-ouest du puits en 2003. Le diamètre est de quatorze centimètres et la profondeur atteinte de 80 mètres,. Il ne subsiste rien de la fosse. Des habitations ont été bâties sur une partie de son carreau.

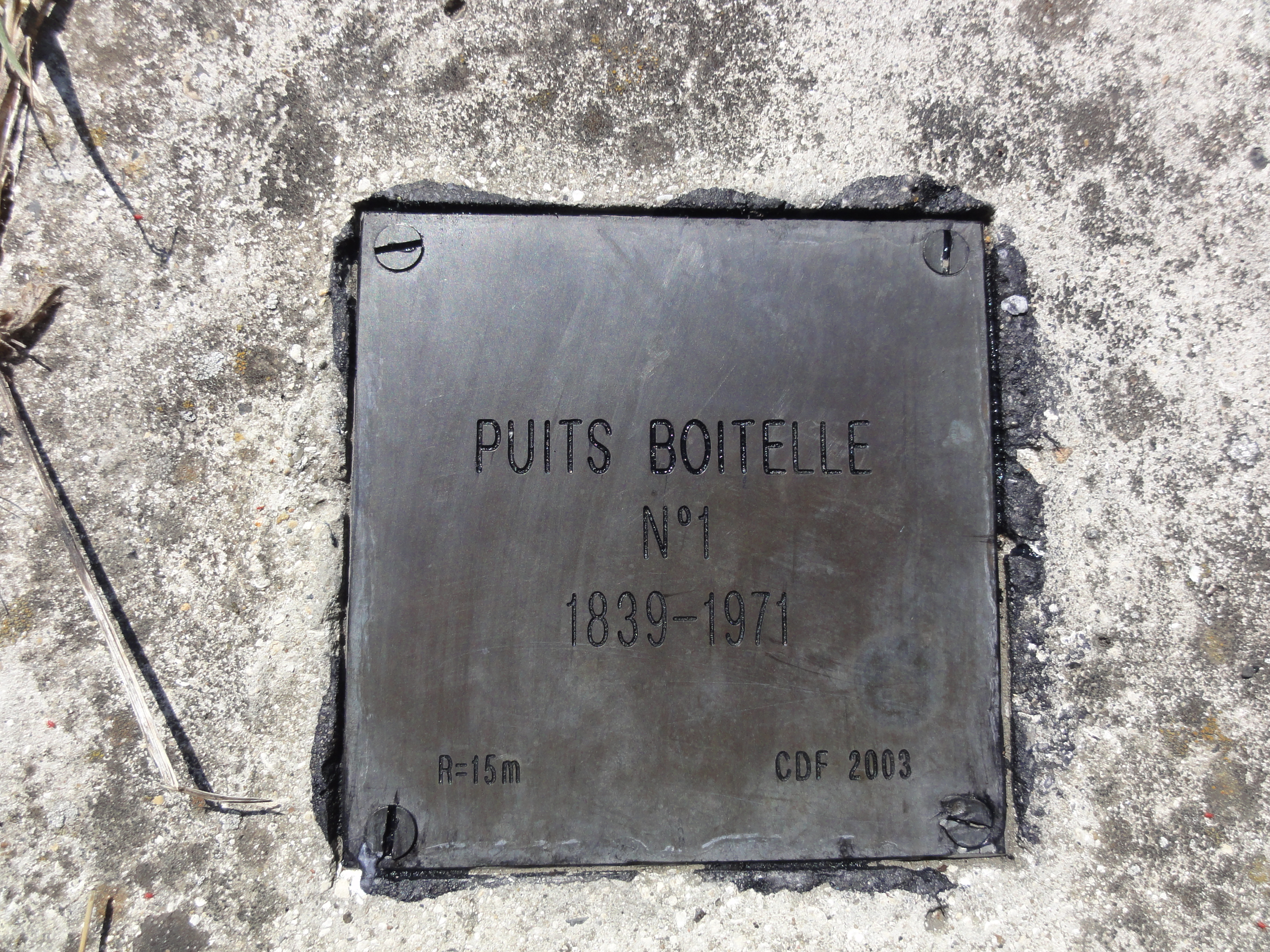
Puits Boitelle no 1, 1839 - 1971.
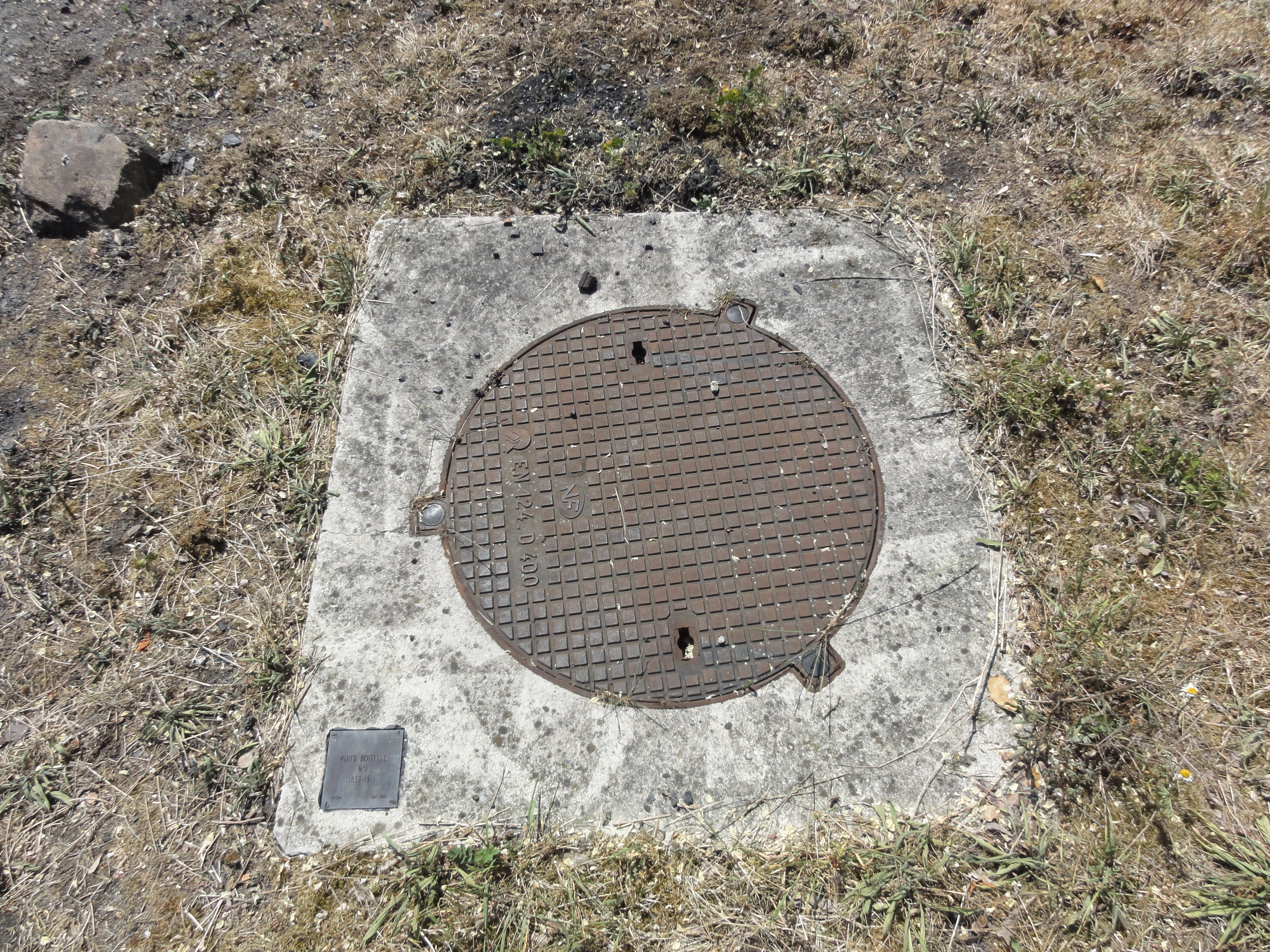
La tête de puits matérialisée.
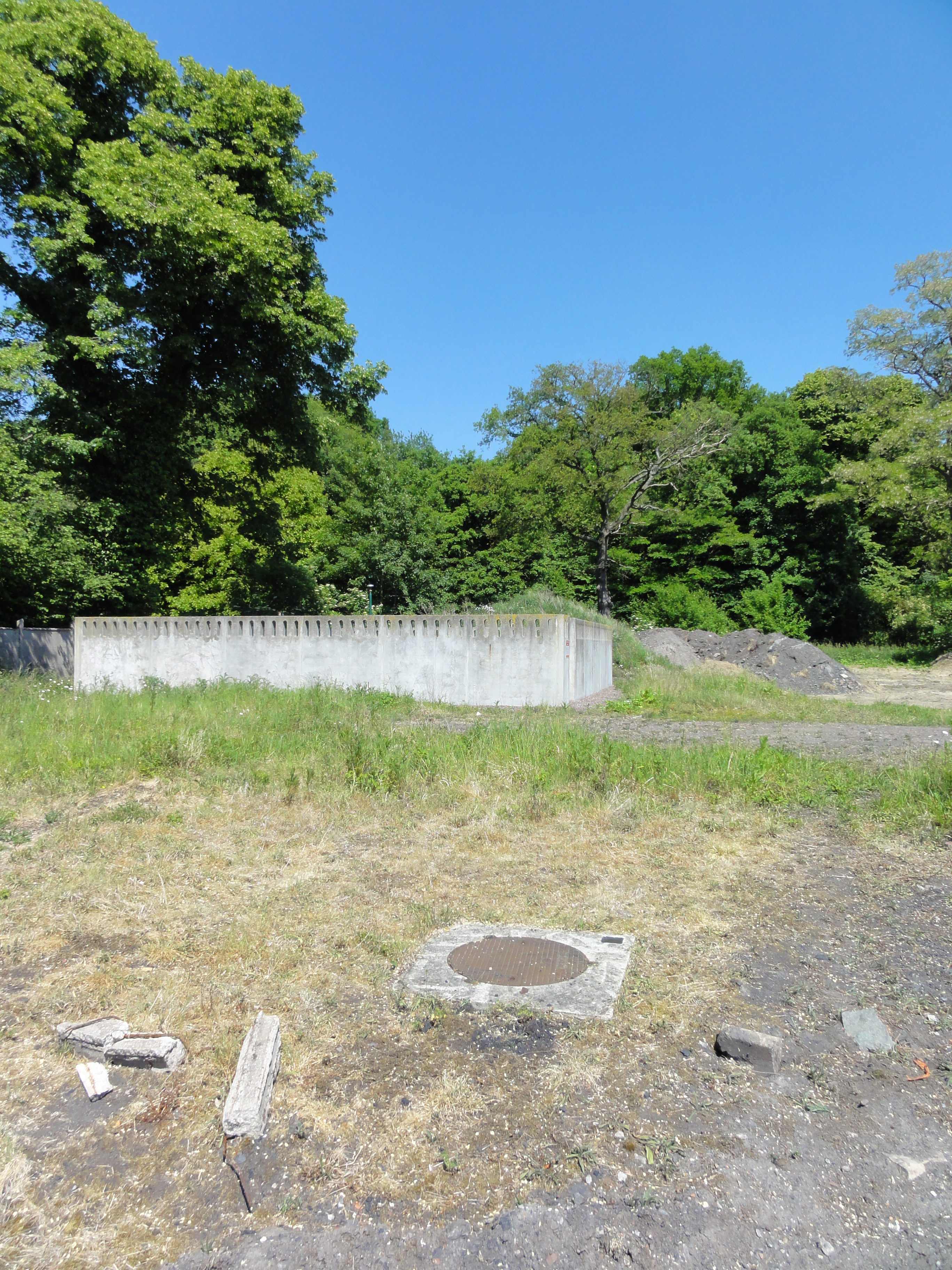
La tête de puits matérialisée et le sondage de décompression.
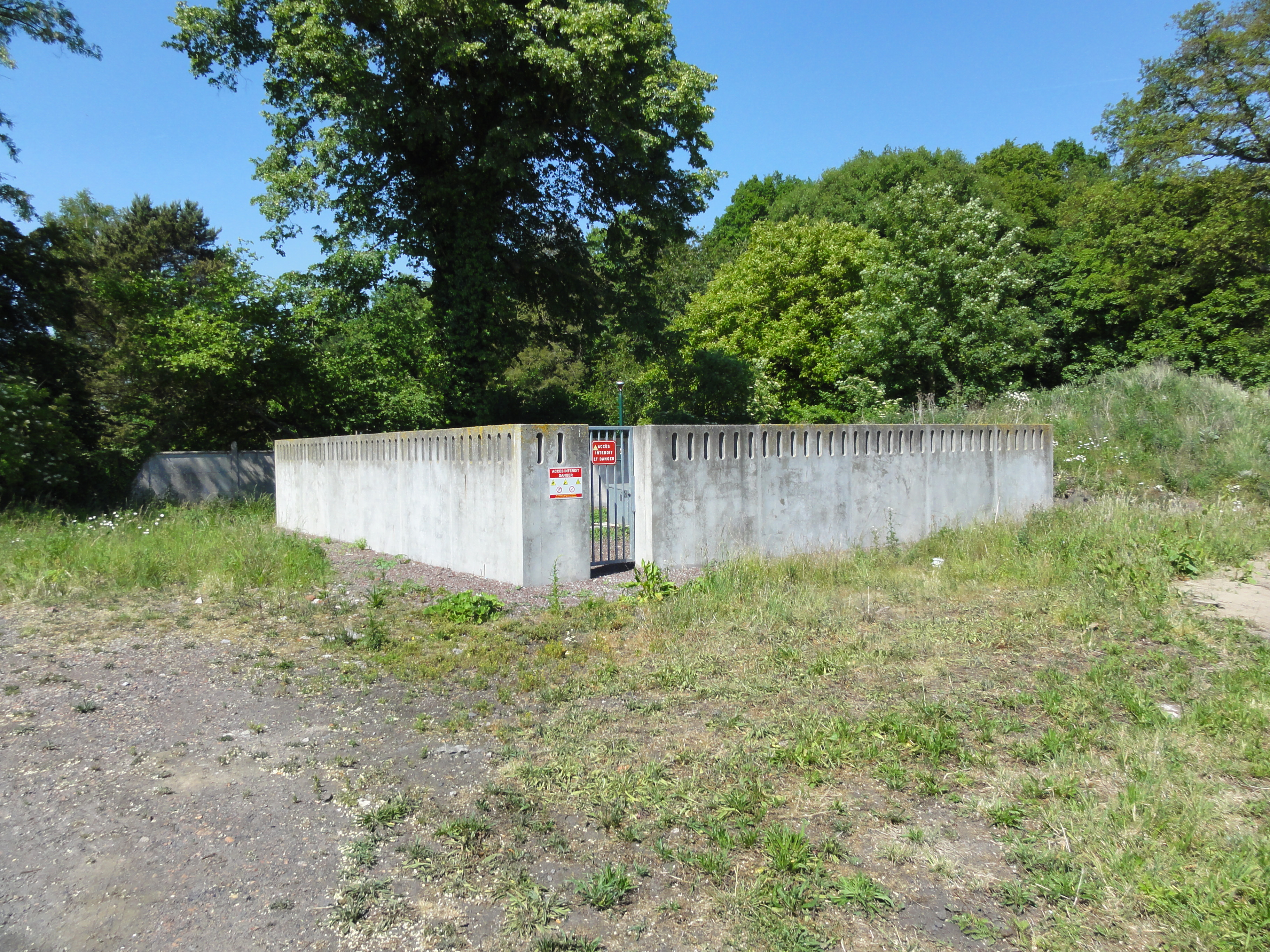
Le sondage de décompression.
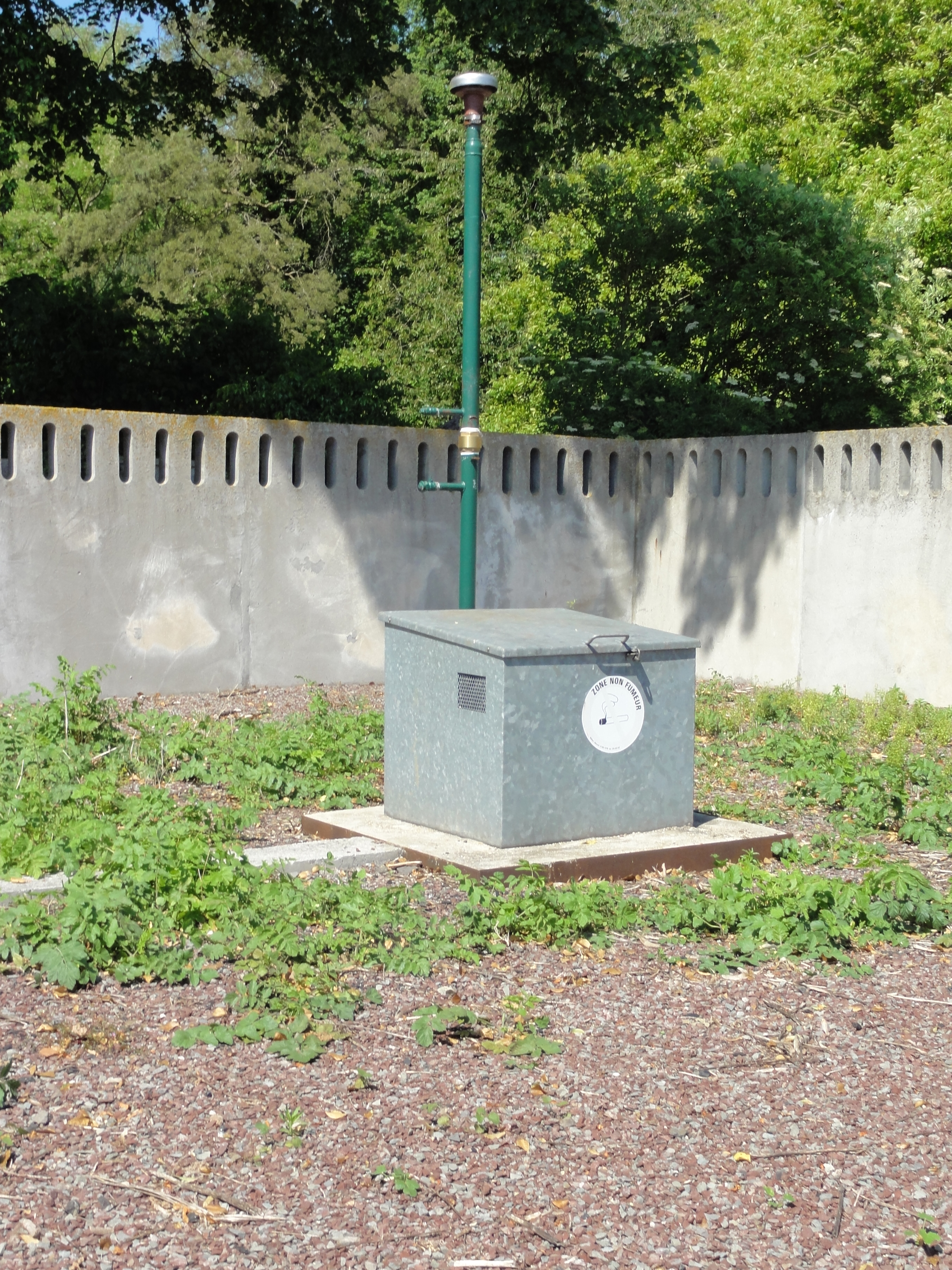
Le sondage de décompression.
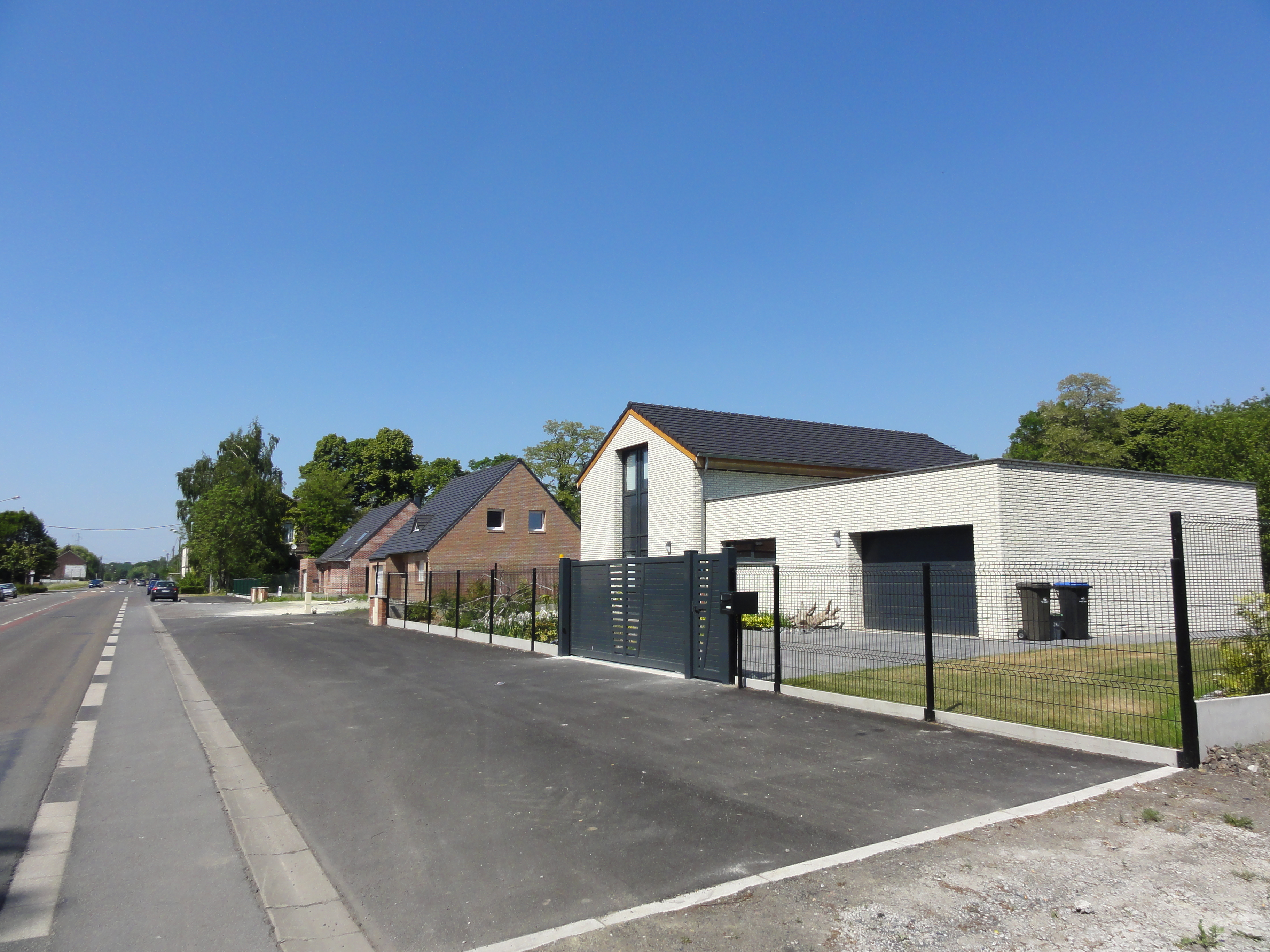
Les habitations construites sur le carreau de fosse.

## Le terril
50° 24′ 31″ N, 3° 27′ 13″ E

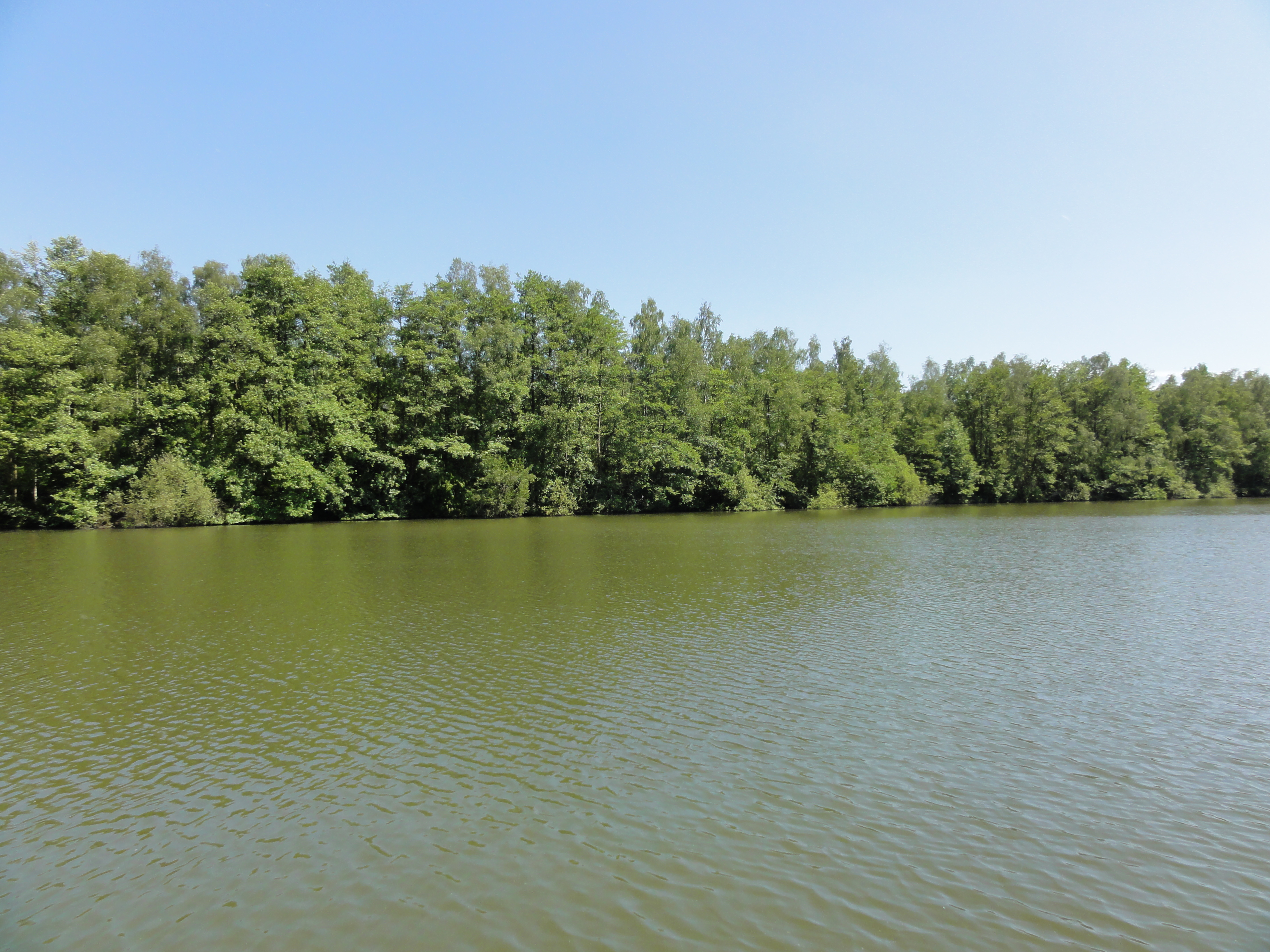
Le terril Prussien.

Le terril no 172, Prussien, est situé à Raismes, au nord du hameau de Vicoigne, à l'ouest de la fosse no 1 des mines de Vicoigne qui l'alimentait. Il est plat, de faible hauteur, étendu, et boisé. Un étang, créé par les affaissements miniers, symbolise sa limite ouest,.